# Велиан (игра)
«Велиан» (англоязычное название — Operation: Matriarchy) — компьютерная игра в жанре шутера от первого лица, разработанная российской студией Madia Entertainment и выпущенная компанией «Бука» в 2005 году. Действие игры разворачивается во вселенной игры «Шторм»; по сюжету игры, женское население планеты Велиан подверглось мутации из-за действия неизвестного вируса, что привело к новым боестолкновениям между людьми и велианцами. Игра получила отрицательные отзывы критиков.

## Игровой процесс
Велиан представляет собой шутер от первого лица. Игрок проходит линейные уровни, сражаясь с врагами и боссами. На многих уровнях расположены закрытые двери, для разблокирования которых необходимо найти карту допуска. В распоряжении игрока различные виды вооружения — автоматы, пистолеты, гранатомёты, плазмомёты и рейлганы; при этом количество оружия, которое игрок может носить, ограниченно. Во второй половине игры герой также сможет использовать бронированный экзоскелет. На некоторых уровнях располагаются взрывающиеся бочки, которые можно подкатывать к врагам и взрывать с помощью выстрелов.
Сюжет подаётся между уровнями в виде коротких текстовых брифингов. Также в игре есть немногочисленные кат-сцены на движке и озвученные диалоги.

## Сюжет
«Велиан» разворачивается во вселенной игры «Шторм», после битвы на Рокаде-4, в 2358 году. На планете Велиан началась эпидемия неизвестного вируса, из-за которого всё женское население планеты мутировало в ужасных монстров и стало подчиняться единому коллективному разуму. Мужчины, оказавшиеся иммунными к вирусу, попытались нейтрализовать угрозу, однако мутанты быстро взяли над ними контроль и стали использовать их в качестве рабов и биоматериала для генетических экспериментов. Со временем велианцы начали нападать на человеческие колонизационные транспорты с целью похищения людей.  Галактическая Федерация решает отправить десантников на зачистку планеты. Одним из отправленных является главный герой рядовой Паша Ручников, находящийся на борту крейсера «Варяг».
При подлёте к Велиану крейсер подвергается атаке. Проснувшийся от криосна главный герой обнаруживает, что большая часть экипажа перебита, а сам крейсер получил серьёзные повреждения. По завету павшего командира он покидает судно на спасательной капсуле, после чего его притягивает к станции «Мирная», также захваченной велианцами. Разведав обстановку, герой узнаёт, что на Велиане остались колонисты-люди, находящиеся в криосне, однако велианцы готовы отключить их системы жизнеобеспечения, чтобы запитать дополнительные защитные системы, если к планете приблизится флот Федерации. Ручников использует телепортатор велианцев и возвращается к своим.
Герой получает повышение до звания лейтенанта и задание высадиться на планету в одиночку, чтобы не привлекать внимание. С боем Ручникову удаётся освободить и вернуть людей.

## Разработка и выпуск
«Велиан» был разработан санкт-петербургской студией Madia Entertainment. После выхода предыдущей игры студии, «Шторм: Солдаты неба», в команде произошёл раскол, в результате которого часть программистов покинула команду, однако все художники остались в студии. Ведущий геймдизайнер «Шторма» Пётр Порай-Кошиц также принял участие в разработке «Велиана» несмотря на то, что формально уже не работал в компании. При создании дизайна игры разработчики вдохновлялись работами Ханса Гигера.
Изначально игру планировалось разрабатывать на движке LithTech 3.2, однако от этой идеи в конечном итоге отказались. Итоговая версия «Велиана» основана на переработанном и усовершенствованном движке игры «Шторм» и использует графический API DirectX 9.
Издателем выступила компания «Бука». Изначально выход игры был назначен на IV квартал 2004 года. На Западе игра издавалась под названием Operation: Matriarchy (с англ. — «Операция: Матриархат»). Смена названия была связана с тем, что на западном рынке игра «Шторм» (Echelon), к которой отсылает название «Велиан», была принята не очень хорошо.

## Критика
| Русскоязычные издания | Русскоязычные издания |
| Издание               | Оценка                |
| --------------------- | --------------------- |
| Absolute Games        | 24 %                  |
| Gameplay              | 1/5                   |
| PlayGround.ru         | 5,5/10                |
| «Игромания»           | 6/10                  |
| «НИМ»                 | 5,1/10                |
| «Страна игр»          | 5,5/10                |
| «Шпиль!»              | 4+/12                 |
| Come to Game          | 40                    |

Игра получила отрицательные отзывы критиков, средний балл игры на агрегаторе «Критиканство» составляет 44 из 100. Многие рецензенты критиковали вторичный игровой процесс и слабый ИИ противников. Во многих рецензиях игра сравнивалась с Kreed в пользу последнего.
Сюжет получил отрицательные отзывы критиков. Татьяна «foxy» Гарина из Absolute Games посетовала на слабую подачу и отсутствие вживания в роль персонажа, а Остап Мурзилкин из «Навигатора игрового мира» отметил многочисленные проблемы с логикой в сюжете.
Графика получила смешанные отзывы. Татьяна «foxy» Гарина посчитала симпатичную графику сильнейшей составляющей игры, хотя и отметила местами слабый дизайн. Илья Ченцов из «Страны игр» похвалил дизайн противников и инопланетных уровней. Сергей Звездов из «Игромании» заявил, что несмотря на неплохой потенциал игрового движка, картинка выглядит очень слабо.
Звуковой дизайн получил разгромные отзывы. Злобная Lichина из журнала «Шпиль!» описала звуковое сопровождение как «форменный кошмар для меломана». Татьяна «foxy» Гарина отметила неудачно подобранные звуковые эффекты, в частности отметив, что главный герой кричит тремя разными голосами, посоветовав игрокам выключить колонки. Остап Мурзилкин заметил, что голоса актёров озвучки звучат неестественно.
Техническое состояние игры также подверглось критике. Многие рецензенты отмечали долгие загрузки и нестабильную частоту кадров. Илья Ченцов отмечал необычайно высокие системные требования игры. Остап Мурзилкин, напротив, посчитал, что игра, с учётом технологичности движка, работает стабильно.